# Museo Medieval de Estocolmo

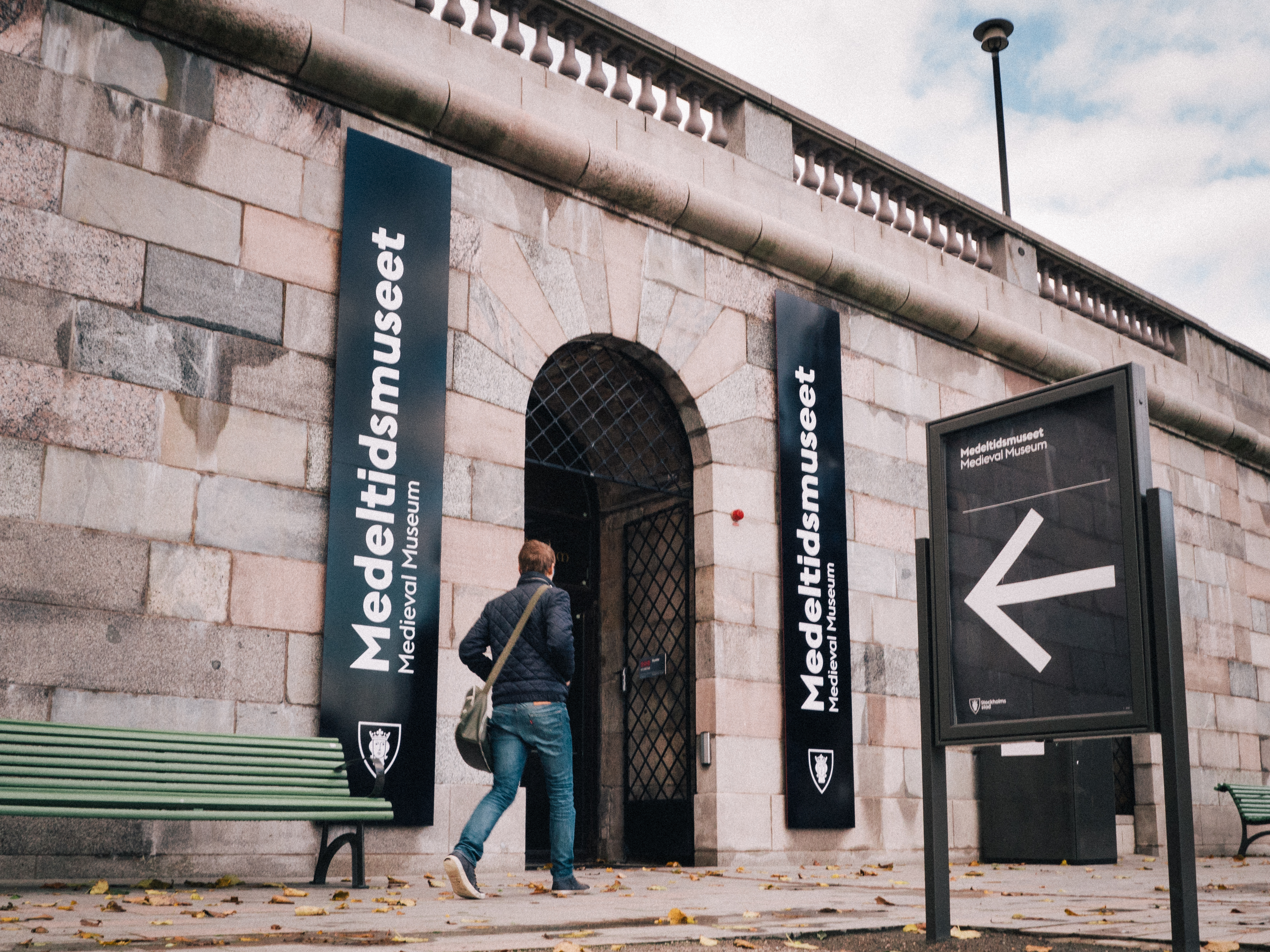
Entrada al museo

El Museo Medieval de Estocolmo (en sueco: Stockholms medeltidsmuseum), ubicado en el centro de la ciudad sueca de Estocolmo (al norte del Palacio Real), fue construido alrededor de antiguos monumentos excavados en una extensa excavación arqueológica a finales de la década de 1970. También se encontró parte de la muralla de la ciudad de Estocolmo, que data de principios del siglo XVI. Para que los hallazgos fueran accesibles al público en general, un garaje subterráneo tuvo que dar paso al Museo Medieval de Estocolmo, inaugurado en 1986. Desde el principio, el museo ha tenido un carácter visionario y moderno, lo que le valió elogios tanto nacionales como internacionales y le hizo merecedor del Premio al Museo Europeo del Año en 1986.
El museo permite a los visitantes experimentar el Estocolmo medieval, con sus casas y casetas de ladrillo, talleres, puerto y horca. Relata la historia medieval de la ciudad desde los años 1250 hasta los 1520. El museo produce exposiciones temáticas con énfasis medieval y organiza conferencias, simposios y programas. Participa en amplias actividades educativas, en las que los niños, los jóvenes y las escuelas son un grupo objetivo clave. El museo cuenta con una tienda que vende libros relacionados con la Edad Media, además de postales y joyas.